# Brian Tochi
Brian Keith Tochihara, vagy másként Brian Tochi (Los Angeles, Kalifornia, 1963. május 2. –) japán származású amerikai színész, forgatókönyvíró, rendező és producer.

## Karrierje
Ázsiai származásúként főleg japán vagy ázsiai szerepeket játszott, bár első nyelve az angol. Jelentősebb szerepei: Takashi a Revenge of the Nerds című filmből vagy Nogata a Rendőrakadémia 3-ból. Már 1968-ban volt egy kisebb szerepe a Star Trekben. Szinkronszínészként több rajzfilmfigurának kölcsönözte már a hangját. Ő volt Leonardo a Tini nindzsa teknőcökben, felbukkant a Johnny Quest, Scooby Doo és a Johnny Bravo rajzfilmekben is.

## Filmjei
- Star Trek (1968)
- Az Omega ember (1971)
- Marcus Welby, M.D. (1971-1976)
- San Francisco utcáin (1973)
- Kung Fu (1973-1974)
- Hawaii Five-O (1978-1979)
- Scooby és Scrappy-Doo (1979)
- Karatés védőangyal (1980)
- A suttyók visszavágnak (1984)
- Egy kórház magánélete (1984)
- Alkonyzóna (1985)
- Rendőrakadémia 3. – Újra kiképzésen (1986)
- Rendőrakadémia 4. – Zseniális amatőrök az utcán (1987)
- A magányos erő (1989)
- Tini nindzsa teknőcök (1990)
- Star Trek: Az új nemzedék (1991)
- Tini nindzsa teknőcök II. - A trutymó titka (1991)
- A játékos (1992)
- A suttyók visszavágnak 3: Sutty-utódok (1992)
- Gézengúz hiúz (1993)
- Tini nindzsa teknőcök 3.: Kiből lesz a szamuráj? (1993)
- Tini nindzsa teknőcök (1993)
- A suttyók visszavágnak 4: Házasodj, suttyó! (1994)
- Az oroszlánkirály (1994)
- Aladdin (1994)
- A bolygó kapitánya (1995)
- Szilveszter és Csőrike kalandjai (1995)
- Halálbiztos diagnózis (1995)
- Happily Ever After: Fairy Tales for Every Child (1995-1997)
- Mortal Kombat: A birodalom védelmezői (1996)
- The Real Adventures of Jonny Quest (1996-1997)
- Apák napja (1997)
- Csillagközi invázió (1997)
- Dexter laboratóriuma (1998)
- Egyiptom hercege (1998)
- A király és én (1999)
- Szuper haver (1999)
- Harcosok klubja (1999)
- Szeleburdi víkendezők (2000)
- Static Shock (2000-2004)
- Johnny Bravo (2000-2001)
- Titokzatos erő (2001)
- Szamuráj Jack (2002)
- Billy és Mandy kalandjai a kaszással (2002)
- Mizújs, Scooby-Doo? (2002-2003)
- Kim Possible - Kis tini hős (2003)
- Jelszó: Kölök nem dedós (2003)
- Mulan 2. (2004)
- Fecsegő Tipegők: Mindenki felnőtt! (2005)
- Szuperdod kalandjai (2005)
- Ginger naplója (2006)
- Avatár – Aang legendája (2006-2008)

## További információ
- Brian Tochi a PORT.hu-n (magyarul)
- Brian Tochi az Internetes Szinkronadatbázisban (magyarul)
- Brian Tochi az Internet Movie Database-ben (angolul)
- Brian Tochi a Rotten Tomatoeson (angolul)